# Jeff Ballard (giocatore di football americano)
Jeff Ballard (...) è un ex giocatore di football americano statunitense, che ha giocato come quarterback.
Dopo aver giocato per la squadra universitaria statunitense dei TCU Horned Frogs non ha proseguito la carriera nel football americano, ad eccezione della partecipazione al mondiale 2007 con la nazionale che ha vinto il titolo.

## Palmarès
- 1 Mondiale (2007)